# Перифет
Перифет (грч. Περιφήτης) је у грчкој митологији било име више личности.

## Етимологија
Име Перифет има значење „општепознати“.

## Митологија
- У Хомеровој „Илијади“, био је описан као један од најспособнијих људи из Микене и добар ратник. Био је Копрејев син. Убио га је Хектор[2] или Медонт.[1]
- У „Илијади“ је поменут још један Перифет, али Тројанац кога је убио Теукро.[3]
- Перифет је, према Аполодору, Плутарху, Паусанији и Овидијевим „Метаморфозама“, био разбојник у Епидауру који је гвозденом или бронзаном батином нападао пролазнике све док га није убио Тезеј и узео оружје за себе. Био је син Хефеста и Антиклеје.[4][5] Неки аутори су га сматрали Посејдоновим сином. Његов надимак је био Корунет, што би значило „човек са батином“. Описан је као ћопав, јер је, према једној верзији приче, био син ковача Дедала, а ковачи су морали да буду обогаљени.[1]
- Према Паусанији, био је син једног од Ликаонида, Никтима, који је био Партаонов отац.[4]
- Перифет је био и краљ Мигдонијанаца, кога је убио Ситон, док се борио за Паленину руку.[4]